# Départ groupé féminin de patinage de vitesse aux Jeux olympiques de 2022
Navigation
Pyeongchang 2018 Milan-Cortina 2026
La Mass start féminine de patinage de vitesse aux Jeux olympiques d'hiver de 2022 a lieu le 19 février 2022 à l'Anneau national de patinage de vitesse de Pékin.

## Programme
Tous les horaires correspondent à l'UTC+8.
| Date                   | Horaire         |
| ---------------------- | --------------- |
| Samedi 19 février 2022 | Début à 15 h 45 |

## Résultats

### Demi-finales
| Rang | Patineur                 | Nation       | Points | Temps         | Note      |
| ---- | ------------------------ | ------------ | ------ | ------------- | --------- |
| 1    | Ivanie Blondin           | Canada       | 65     |               | Qualifiée |
| 2    | Ayano Sato               | Japon        | 40     |               | Qualifiée |
| 3    | Li Qishi                 | Chine        | 23     |               | Qualifiée |
| 4    | Mia Kilburg              | États-Unis   | 16     |               | Qualifiée |
| 5    | Marijke Groenewoud       | Pays-Bas     | 10     |               | Qualifiée |
| 6    | Magdalena Czyszczoń      | Pologne      | 4      |               | Qualifiée |
| 7    | Claudia Pechstein        | Allemagne    | 3      |               | Qualifiée |
| 8    | Maryna Zuyeva            | Biélorussie  | 2      |               | Qualifiée |
| 9    | Elizaveta Golubeva       | ROC          | 1      |               |           |
| 10   | Nadja Wenger             | Suisse       | 0      | 8 min 31 s 50 |           |
| 11   | Laura Gómez              | Colombie     | 0      | 8 min 31 s 66 |           |
| 12   | Sofie Karoline Haugen    | Norvège      | 0      | 8 min 33 s 77 |           |
| 13   | Park Ji-woo              | Corée du Sud | 0      | 8 min 53 s 64 |           |
| 14   | María Victoria Rodríguez | Argentine    | 0      | 5 min 24 s 53 |           |

| Rang | Patineur               | Nation       | Points  | Temps          | Note      |
| ---- | ---------------------- | ------------ | ------- | -------------- | --------- |
| 1    | Francesca Lollobrigida | Italie       | 62      |                | Qualifiée |
| 2    | Kim Bo-reum            | Corée du Sud | 40      |                | Qualifiée |
| 3    | Guo Dan                | Chine        | 21      |                | Qualifiée |
| 4    | Irene Schouten         | Pays-Bas     | 13      |                | Qualifiée |
| 5    | Karolina Bosiek        | Pologne      | 6       |                | Qualifiée |
| 6    | Giorgia Birkeland      | États-Unis   | 3       | 8 min 34 s 446 | Qualifiée |
| 7    | Valérie Maltais        | Canada       | 3       | 8 min 35 s 47  | Qualifiée |
| 8    | Nadezhda Morozova      | Kazakhstan   | 3       | 8 min 42 s 23  | Qualifiée |
| 9    | Yauheniya Varabyova    | Biélorussie  | 2       | 8 min 43 s 65  |           |
| 10   | Elena Sokhryakova      | ROC          | 2       | 8 min 45 s     |           |
| 11   | Michelle Uhrig         | Allemagne    | 2       | 9 min 2 s 52   |           |
| 12   | Sandrine Tas           | Belgique     | 0       | 8 min 37 s 77  |           |
| 13   | Marit Fjellanger Bøhm  | Norvège      | 0       | 8 min 42 s 28  |           |
| 14   | Nana Takagi            | Japon        | 0       | 9 min 10 s 03  |           |
|      | Nikola Zdráhalová      | Tchéquie     | Forfait | Forfait        |           |

### Finale
| Rang                                | Patineur               | Nation       | Points       | Temps         |
| ----------------------------------- | ---------------------- | ------------ | ------------ | ------------- |
| Médaille d'or, Jeux olympiques      | Irene Schouten         | Pays-Bas     | 60           |               |
| Médaille d'argent, Jeux olympiques  | Ivanie Blondin         | Canada       | 40           |               |
| Médaille de bronze, Jeux olympiques | Francesca Lollobrigida | Italie       | 20           |               |
| 4                                   | Mia Kilburg            | États-Unis   | 10           |               |
| 5                                   | Kim Bo-reum            | Corée du Sud | 6            | 8 min 16 s 81 |
| 6                                   | Valérie Maltais        | Canada       | 6            | 8 min 20 s 46 |
| 7                                   | Maryna Zuyeva          | Biélorussie  | 4            |               |
| 8                                   | Ayano Sato             | Japon        | 3            | 8 min 16 s 94 |
| 9                                   | Claudia Pechstein      | Allemagne    | 3            | 8 min 25 s 78 |
| 10                                  | Magdalena Czyszczoń    | Pologne      | 2            |               |
| 11                                  | Marijke Groenewoud     | Pays-Bas     | 1            |               |
| 12                                  | Giorgia Birkeland      | États-Unis   | 0            | 8 min 18 s 10 |
| 13                                  | Guo Dan                | Chine        | 0            | 8 min 18 s 61 |
| 14                                  | Nadezhda Morozova      | Kazakhstan   | 0            | 8 min 21 s 05 |
| 15                                  | Elizaveta Golubeva     | ROC          | 0            | 7 min 50 s 24 |
|                                     | Karolina Bosiek        | Pologne      | Disqualifiée | Disqualifiée  |
|                                     | Li Qishi               | Chine        | Disqualifiée | Disqualifiée  |